# Llac Drīdzis
El llac Drīdzis (també anomenat Drīdzs, Drīdža ezers; en latgalià, Dreidzs) és un llac que es troba a Letònia. A nivell nacional, que ocupa el primer lloc en termes de profunditat (65,1 m) i el vintè segons l'àrea (7.532 km²).

## Ubicació
El llac es troba a Drīdzis Latgale (est de Letònia) en el territori dels municipis rurals (pagasts) de Skaista i Kombuļi, que formen part, des de la reforma municipal de 2.009 dels novads de Kraslava, a l'antic barri del mateix nom.

## L'aigua
Situat en un barranc al llac subglacial Drīdzis té un fons de sorra o grava, que enterboleix les cales. El llac Drīdzis drena cap al Kovšika, el que flueix a través del llac Kauseņš al llac Sivers, que al seu torn alimenta el Dubnà, un afluent de la dreta de la Daugava. Una xarxa de canals també connecten els llacs Ots i Ārdavs. Des 1929, el seu flux de sortida es controla i el seu nivell s'ha reduït.
S'hi identifiquen vuit espècies de peixos .

## L'entorn
Les ribes del llac Drīdzis són costerudes en molts llocs. Al seu entorn, es va formar el Parc Natural del Llac Drīdzis, que és des del 1977 un perímetre de protecció de la natura. El turó Sauleskalns ("Muntanya del Sol", 211 m), s'eleva al nord-oest del llac Drīdzis. Era un lloc sagrat per als latgalians abans de la seva conversió al cristianisme, que ara alberga un complex d'oci i esports d'hivern

## Illes
El llac Drīdzis té 9 illes amb una superfície total de 18,7 hectàrees:
- Illa Apsu o Apšu sala (Illa Tremola)
- Illa Bernāti o Bernātu sala, 13,9 ha (Illa Bernatu)
- Illa Liepu o Liepu sala (Illa Liepu)
- Illa Ozolu o Ozolu sala (Illa dels Roures)
- Illa Pizāni o Pizāni salas (Illa de Pizani)
- Illa Upes o Upes sala (Illa de la Ribera)
- Illa Zemā o Zemā sala (illa Baixa)